# Miidera
Miidera (三井寺) neboli Chrám tří pramenů, jehož původní název zní Nagarasan Ondžódži (長等山園城寺) nebo jen prostě Ondžódži, je buddhistický chrám v Japonsku, který se nachází na úpatí hory Hiei, ve městě  Ócu v prefektuře Šiga. Je to nedaleko jak od  Kjóta, tak od největšího japonského jezera Biwa. Jedná se o hlavní chrám odnože Džimon japonské školy mahájánového buddhismu Tendai a současně o sesterský chrám kláštera Enrjakudži na vrcholu hory Hiei. Patří ke čtyřem největším chrámům v Japonsku. V komplexu Miidera je celkem 40 pojmenovaných budov.
Miidera je 14. chrámem na Pouti Saigoku Kannon po 33 buddhistických chrámech v regionu Kansai. Tato pouť se podobá Pouti po Šikoku, během níž však poutníci navštíví 88 chrámů na ostrově Šikoku.

## Historie

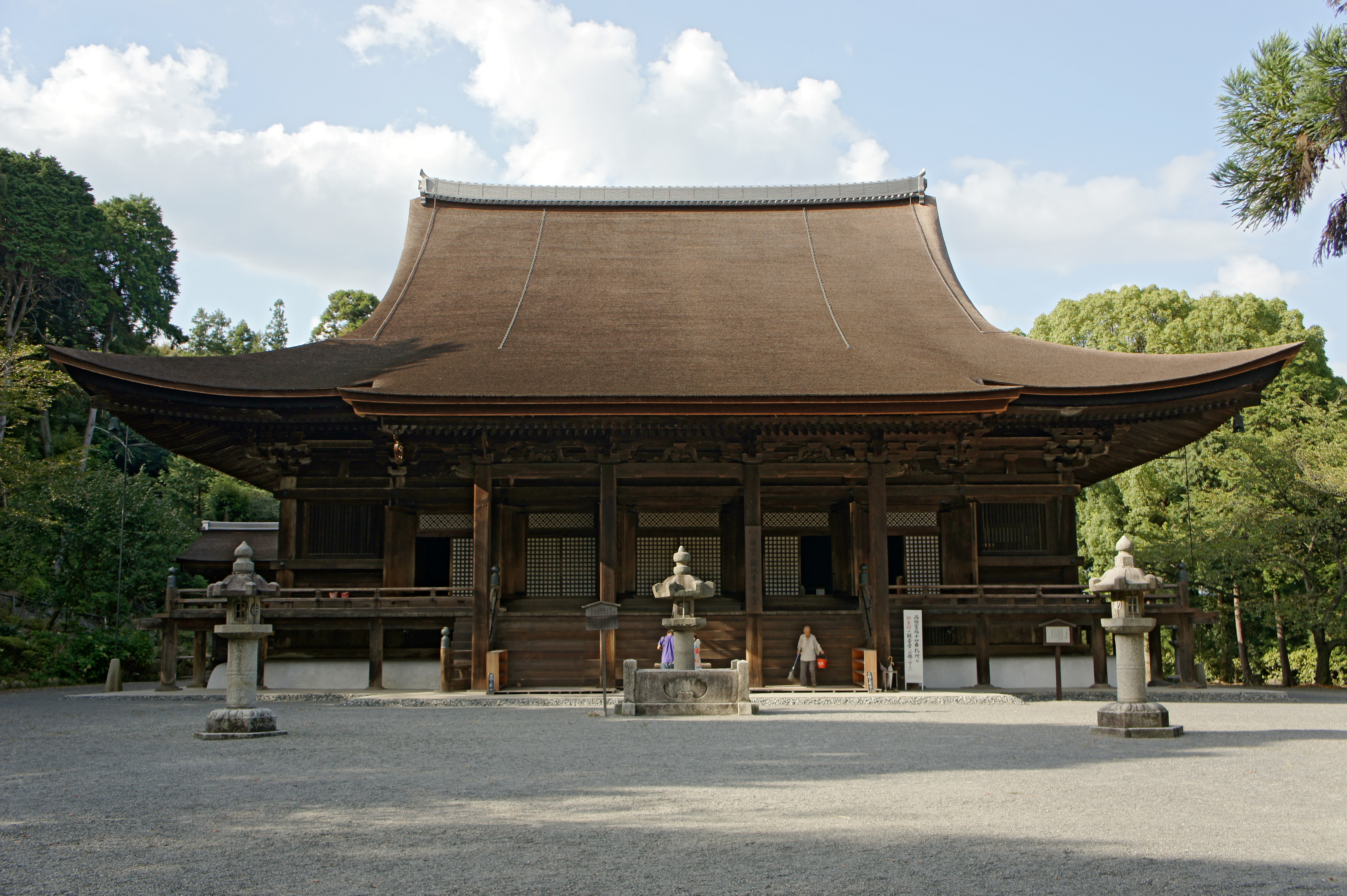
Zlatá síň neboli Kondó (Japonský národní poklad)

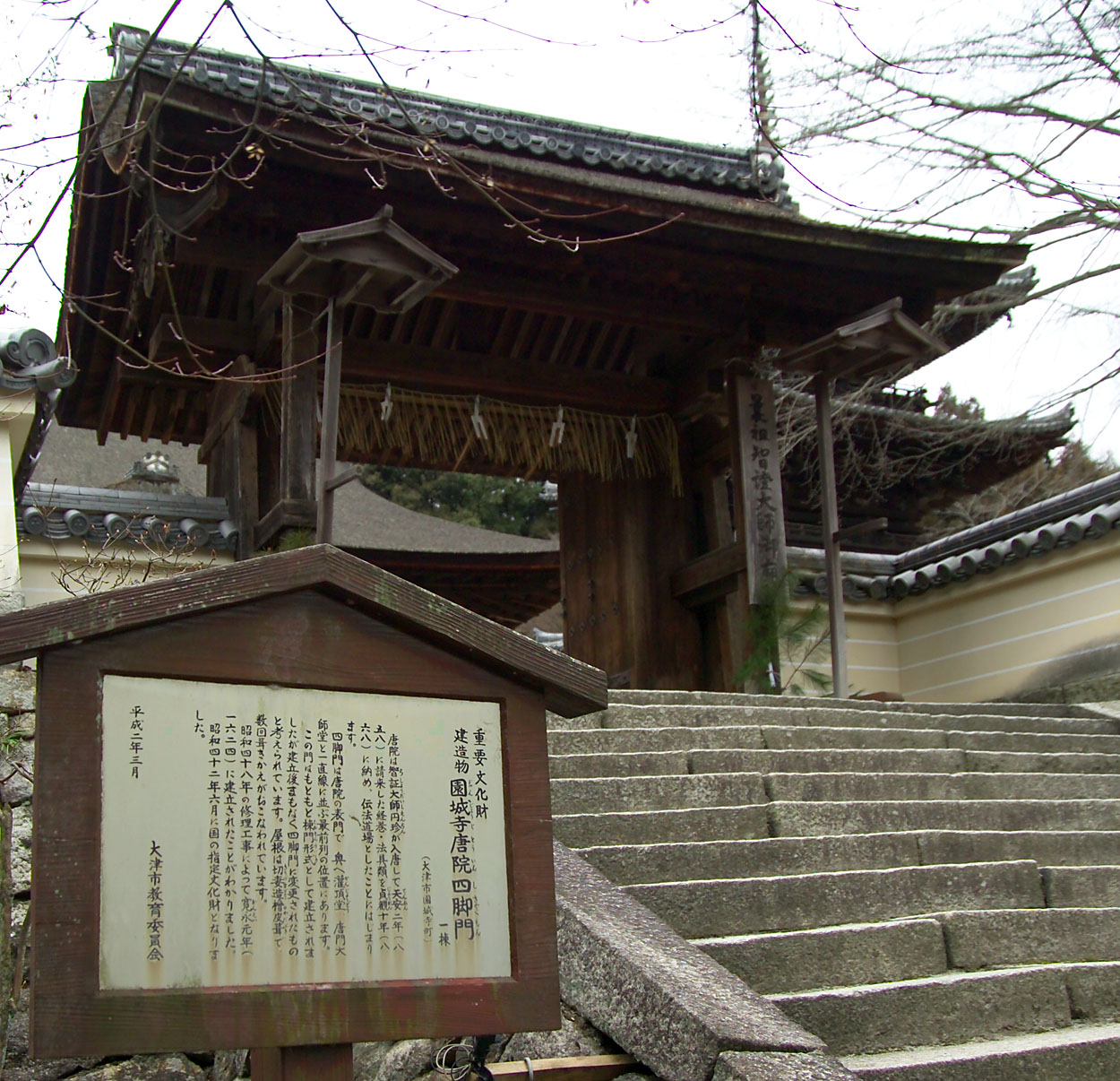
Brána Šikjakumon

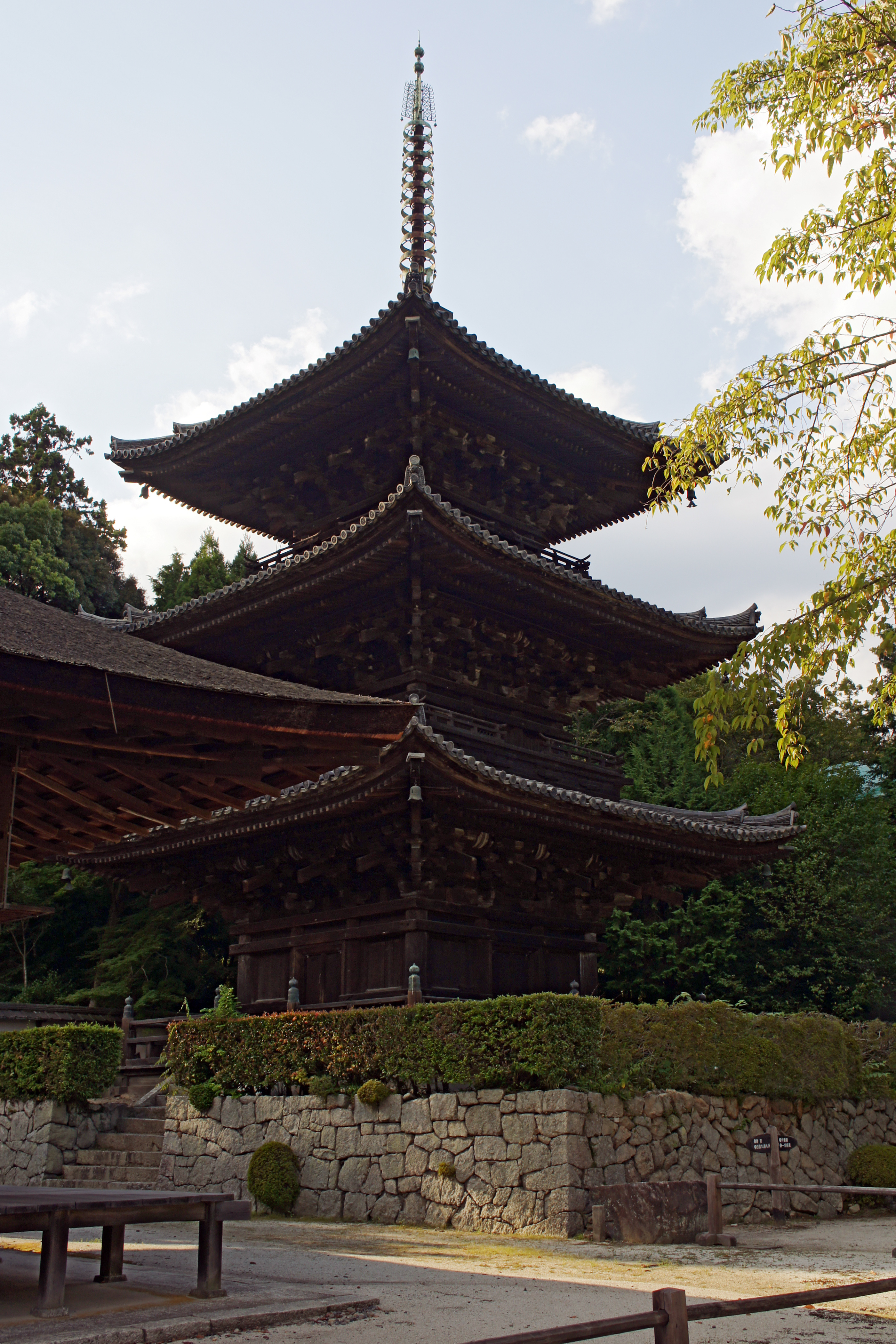
Třípatrová pagoda

### Založení a spory
Chrám Ondžódži byl založen v období Nara, přesněji v roce 672, po sporu o následnictví na Chryzantémovém trůně. Císař Tendži zemřel a jeho syna zavraždil Tendžiho mladší bratr, který usedl na trůn jako císař Temmu. Na počest a památku svého bratra Tendžiho pak Temmu založil chrám Ondžódži.
Název Mii-dera (Chrám tří pramenů) vznikl téměř o dvě století později. Toto jméno mu dal jeho opat Enčin (814–891), jeden z prvních opatů školy Tendai. Je odvozeno od pramenů v areálu chrámu, jež sloužily k rituálním koupelím novorozenců. Současně mělo vyjadřovat poctu třem panovníkům, kteří se zasloužili o založení a výstavbu chrámu ─ císařům Tendžimu a Temmuovi a císařovně  Džitó. Dnes se v Kondó neboli Hlavní chrámové síni nachází pramen „posvátné vody“. Pod Enčinovým vedením v období let 859 až 891 získával chrám Miidera důležitost a moc, až se spolu s chrámy Tódaidži, Kófukudži a Enrjakudži stal jedním ze čtyř hlavních chrámů, jejichž úkolem bylo duchovní vedení a ochrana hlavního města. V této době se od sebe rovněž oddělily chrámy hory Hiei Enrjakudži a Miidera a vytvořily dvě větve školy Tendai zvané Džimon a Sanmon, též Enčinova a Enninova linie. Jednalo se převážně spíš o zeměpisnou rivalitu než o ideologický rozkol, bylo to však dost intenzivní soupeření, které se po Enčinově smrti ještě vyostřilo. 
V druhé polovině 10. století se vzájemné soupeření vyostřilo. Na vině byla řada oficiálních jmenování do jiných chrámů a další urážlivé jednání. V roce 970 vytvořil opat chrámu Enrjakudži první stálou armádu naverbovanou náboženským zařízením. Dá se předpokládat, že opat chrámu Miidera tak učinil brzy poté. Roku 989 se bývalý představený z Miidery, Jokei, stal opatem v Enrjakudži, avšak všichni tamější mniši odmítli vykonávat svoje povinnosti pod jeho vedením. Jokei se proto záhy funkce opata vzdal. Avšak v roce 993 se mniši z Miidery pomstili, když zničili chrám, v němž kdysi Ennin, zakladatel enrjakudžské větve Sanmon, žil. Mniši z Enrjakudži na oplátku zničili přes 40 míst spojených s Enčinem. Nakonec se do Miidery natrvalo stáhlo přes 1000 mnichů Enčinovy linie Džimon, což ještě upevnilo rozkol mezi oběma větvemi školy Tendai. V průběhu 10., 11. a 12. století dál docházelo k podobným událostem v souvislosti se jmenováním opatů (zasu). Při těchto střetech hráli významnou úlohu takzvaní válčící mnichové. Jen během 11. století vypálili tito mniši z Enrjakudži Miideru čtyřikrát do základů. Na druhé straně se však mniši z obou chrámů dokázali v případě potřeby spojit proti společnému nepříteli, jako například při útoku na chrám Kófukudži v Naře v roce 1081 (což byla pomsta za vypálení Miidery mnichy z Kófukudži v tomtéž roce) a další společný útok na Naru v roce 1117. 

### Genpeiské války
Koncem 12. století se pozornost mnichů z hory Hiei obrátila k většímu konfliktu ─ ke genpeiské válce. Staré japonské rody (klany) Taira a Minamoto podporovaly různé uchazeče o Chryzantémový trůn. V červnu 1180 přivedli Minamotové do Miidery na útěku před samuraji z klanu Taira svého uchazeče o trůn, prince Močihita, třetího syna císaře Go-Širakawy. Opat z Miidery požádal o pomoc opata z Enrjakudži, ten však jeho žádost odmítl. Válčící mniši z Miidery se připojili k minamotovské armádě a uprchli do chrámu Bjódóin, původně vily rodu Fudžiwara, kterou mniši z Miidery přebudovali na klášter. V jeho těsné blízkosti pak 20. června 1180 proběhla první bitva genpeiské války. 
Vůdce rodu Taira, Kijomoriho Tairu (1118 –1181), rozzlobilo spojenectví kláštera Miidera s klanem Minamoto, a proto přikázal vypálit nejen klášter Miidera, ale v rámci obléhání Nary v roce 1180 také tamější chrámy Tódaidži, Kófukudži a řadu dalších.
Mniši z Miidery se ještě jednou zapojili do genpeiské války, když v roce 1184 bojovali, tentokrát po boku spojenců klanu Taira, proti Jošinakovi Minamotovi, který v prosinci 1183 napadl Kjóto a v lednu následujícího roku zapálil chrám Hódžúdžidono, sídlo klášterního císaře Go-Širakawy, a bývalého císaře unesl. 
Po genpeiské válce nastalo dlouhé období relativního míru, protože to byl čas obnovy chrámů v Kjótu a v Naře, včetně Miidery. Poté co byly chrámy znovu vystavěny a poté opět získaly svoji předchozí moc a sílu, vrátila se i vzájemná rivalita, ačkoli mezi Miiderou a Enrjakudži ve skutečnosti nedocházelo k téměř žádnému násilí. V roce 1367 byl u mýtné závory zřízené chrámem Nanzendži zabit novic z Miidery. Miiderští válčící mnichové okamžitě vyrazili pomstít jeho smrt. Poté co k Nanzendži dorazily šógunátní síly vyslané, aby tuto vzpouru potlačily, zjistily, že mnichy z Miidery podporují sóheiové neboli válčící mnichové z Enrjakudži a z Kófukudži. Rok nato vypukla další bitva, již zapříčinily výroky opata chrámu Nanzendži. Mniši z Miidery a jejich spojenci opět porazili šógunovo vojsko.

### Období Sengoku a dál
Na konci 16. století usiloval chrám Miidera spolu s mnoha dalšími blízkými chrámy o spojenectví, jež by zajistilo především vojenskou ochranu. Hoře Hiei byla nejblíže území klanů Asai a Asakura. Avšak tyto rody, stejně jako další, s nimiž se chrámy spojily, soupeřily s Nobunagou Odou, hlavním daimjóem konce období Sengoku. Tyto dva klany utrpěly od vojsk vedených Nobunagou Odou a jeho vrchním generálem Hidejošim Tojotomim těžké porážky, a proto v roce 1571 usilovaly o pevnější spojenectví s chrámy. V tomtéž roce se Oda rozhodl zlomit odpor chrámů tím, že zničí všechno na hoře Hiei. V rámci tohoto obléhání hory Hiei, při němž válčící mnichové podlehli velké a výborně vycvičené samurajské armádě Nobunagy Ody, byly chrámy Miidera a Enrjakudži zcela zničeny.
Po těchto útocích byli mniši z hory Hiei konečně omilostněni a mohli znovu postavit své chrámy. Od té doby nebyl chrám Mii-dera již nikdy napaden ani zničen.

## Sály a poklady
Ve Zlaté či Hlavní síni chrámu (Kondó, 金堂) a v Budhově síni (Hondó, 本堂) stojí nejméně šest buddhových soch, jež byly posvátným osobním majetkem různých císařů včetně císaře Tendžiho. Tyto sochy jsou ukryty a vystavují se jen zřídka, při vzácných zvláštních příležitostech. Stejně tak je tomu s velkou sochou Maitréji (japonsky Miroku) uprostřed síně. Zdejší Kondó pochází z roku 1599 a je náhradou za původní síň postavenou v roce 672 a zničenou roku 1571 při již zmiňovaném obléhání hory Hiei.
V chrámu Miidera se rovněž nachází Síň bohyně Kannon (japonsky 観音堂, kannondó) postavená v roce 1072. 

## Podřízené chrámy

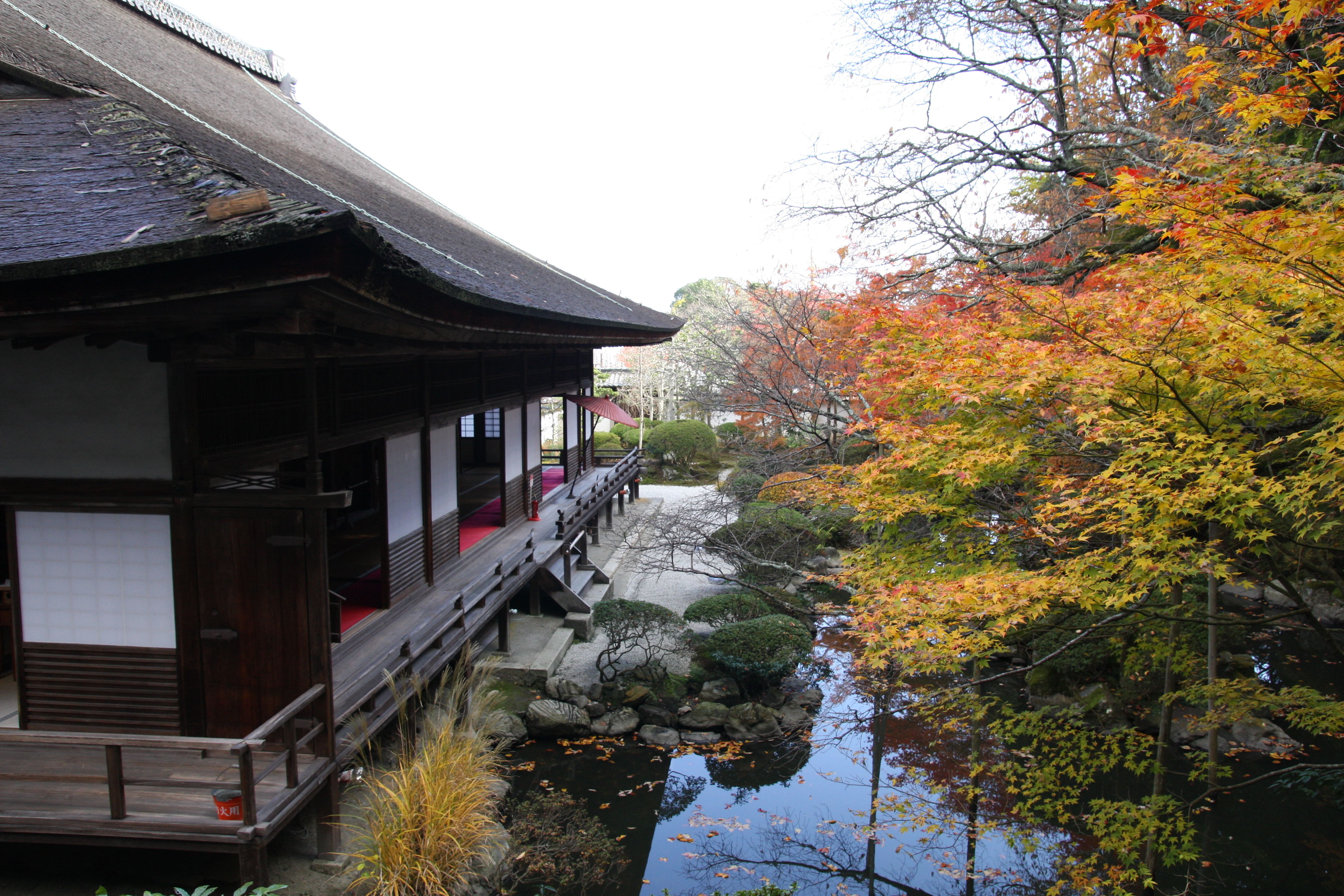
Enmanin a jeho zahrada

### Enmanin
Enmanin (円満院) je podřízeným chrámem neboli tatčú (塔頭) v areálu Miidery. Mohl být založen princem Goenem roku 987 v Okazaki v Kjótu, kde se nazýval Bjódóin, ačkoli jiné záznamy uvádějí, že k jeho založení došlo za podpory císaře Go-Suzakua v roce 1040 pod názvem Enmanin. Roku 1052 přestavěl regent Jorimiči Fudžiwara otcovu vilu v Udži na chrám, z něhož se stal slavný Bjódóin. Původní Bjódóin v Okazaki byl přejmenován na Mii-Bjódóin, což odkazovalo na jeho spojení s Miiderou, nebo na Sakurai-no-mija na znamení, že jde o chrám, jehož představeným je císařský princ. Na své současné místo v areálu Miidery byl Enmanin přemístěn na počátku období Edo.  Jeho hlavní budova postavená ve stylu šinden (寝殿造) byla darem císařovny Meišó z roku 1647. Původně to byl palác postavený v roce 1619 pro potřeby dcery šóguna Hidetady Tokugawy a manželky císaře Go-Mizunóa Masako Tokugawy. Jeho půdorys tvoří celkem 6 místností ve dvou řadách od severu k jihu. V jedné místnosti na severozápadě se rovněž nachází trůn, který používal císař Go-Mizunó. Nástěnné malby školy Kanó v této budově byly v roce 1929 prohlášeny za „Významnou kulturní památku“. Originální malby jsou uloženy v Národním muzeu v Kjótu, v Enmaninu jsou pouze reprodukce.
Zahrady Enmanin teien (円満院庭園) byly roku 1934 prohlášeny za „Národní místo přírodní krásy“. Jejich uspořádání bývá připisováno slavnému krajináři a mnichovi Sóamimu, jemuž se rovněž přisuzuje autorství kamenných zenových zahrad v Ginkakudži a Rjóandži v Kjótu.
V areálu chrámu Enmanin se rovněž nachází Muzeum Ócu-e (大津絵美術館, Ócu-e bidžucukan) se sbírkou votivních tisků ve stylu Ócu-e. 

### Kódžóin
Kódžóin (光浄院) je podřízeným chrámem (tatčú) v areálu Miidery, který postavil Kagetomo Jamaoka (1541–1604). Klan Jamaoka byl mladší větví klanu Rokkaku, který pocházel z provincie Ómi, a Kagetomo Jamaoka byl jedním z generálů Hidejošiho Tojotomiho. V roce 1584 se stal knězem a přijal jméno Dóami Jamaoka. Po Tojotomiho smrti slíbil věrnost Iejasuovi Tokugawovi a v roce 1603 se stal daimjóem na panství Hitači-Futto o výnosu 10 000 koku. V roce 1601 financoval stavbu této svatyně v Miideře.
Kódžóin je pozoruhodný svojí přijímací síní (Kjakuden) dokončenou roku 1601. Tato stavba o rozměrech šest krát sedm polí se šindelovou střechou ve stylu irimoja-zukuri (východoasijská valbová střecha se štítem) byla jako reprezentativní příklad architektury Šoin-zukuri pozdního období Muromači prohlášena za „Japonský národní poklad“. Interiér je vyzdoben malbami školy Kanó, zejména malbami posuvných dveří fusuma od Kanó Sanrakua (1559─1635). Tyto malby byly roku 1976 prohlášeny za „Významnou kulturní památku“.
Zahrady Kódžóin teien (光浄院庭園) byly v roce 1934 prohlášeny za „Národní místo přírodní krásy“. Nachází se zde velké jezírko, jež dosahuje až téměř k okraji verandy přijímací síně Kjakuden. Uprostřed jezírka se rozkládá ostrůvek a jeho hladinu zdobí řada kamenných seskupení, jako například suchý vodopád, který vzbuzuje pocit hloubky. Zahrada je osázena stromy a květinami, jež jako by odrážely kompozici maleb v přijímací síni.

### Zenpóin
Zenpóin (善法院) byla podřízenou svatyní v areálu Miidery, která sloužila coby útočiště pro nejvýš postavené duchovní chrámu. Nacházela se mezi Třípatrovou pagodou a knihovnou súter Kjózó. Do dnešních dní se z ní bohužel nedochovaly žádné stavební prvky. Svatyně byla pověstná svými rozlehlými zahradami ─ Zenpóin teien (善法院庭園) ─, o nichž existují zmínky v několika dílech o slavných zahradách z období Edo. V roce 1934 byly prohlášeny za „Národní místo přírodní krásy“. Zahrady však v roce 1941 zničil sesuv půdy vyvolaný silnými dešti. Nicméně později byly opětovně nalezeny původní projektové nákresy zahrad a archeologický výzkum ukázal, že okraje jezírka a mnohé kameny umístěné v zahradě se zachovaly v dobrém stavu Rekonstrukce byla zahájena v roce 2017.